# حارة المؤيد (صنعاء)
حارة المؤيد هي إحدى حارات حي الجراف الغربي بمديرية الثورة إحد مديريات العاصمة اليمنية صنعاء، بلغ تعداد سكانها 445 نسمة حسب تعداد اليمن لعام 2004.